# Latisha Chan
Latisha Chan (n. 17 august 1989), cunoscută anterior sub numele ei chinezesc Chan Yung-jan, este o jucătoare profesionistă de tenis din Taiwan, fostă numărul 1 mondial la dublu. Ea a câștigat 33 de titluri WTA la dublu, inclusiv un titlu de Grand Slam la US Open 2017 alături de Martina Hingis, precum și 9 titluri la nivel WTA 1000.
Chan a fost finalistă la alte trei evenimente de Grand Slam: Australian Open în 2007 și 2015, și US Open 2007. La dublu mixt, ea a câștigat trei titluri de Grand Slam: French Open 2018, French Open 2019 și Campionatele de la Wimbledon 2019, toate cu Ivan Dodig.
Punctele marcante ale carierei sale la simplu includ atingerea semifinalelor la Openul Japoniei din 2006 și finala de dublu mixt la Bangkok Open în 2007. Cea mai înaltă poziție în clasamentul WTA la simplu este locul 50 mondial (11 iunie 2007), iar la dublu a devenit numărul 1 mondial la 23 octombrie 2017, fiind a doua jucătoare taiwaneză care realizează acest lucru, după Hsieh Su-wei. Ea a ocupat din nou primul loc în clasamentul de dublu pe 13 august 2018 și a petrecut un total de 34 de săptămâni ca numărul 1 mondial.